# Ölands sjögastars regemente
Ölands sjögastars regemente var ett indelt marinregemente som år 1717 bildades av Ölands- och Gotlandskompanierna.